# Marta Bačíková
Marta Bačíková (* 28. května 1976 Zlín) je česká herečka, v letech 1997 až 1998 a opět od roku 2010 členka souboru Městského divadla Zlín.

## Tvorba
Od roku 2010 je členkou souboru Městského divadla Zlín. V minulosti hostovala v Divadle Tramtarie v Olomouci, na Malé scéně ve Zlíně a v Divadle v Celetné v Praze.
Co se týká filmové a televizní tvorby, tak se objevila ve studentských filmech Aktovka (2011) a Čtvrteční rána (2012) a v klasických filmech O rodičích a dětech (2007) a Skoro úplně vymyšlený film (2013). Ztvárnila také role v seriálech Znamení koně (2011), Rozsudek (2014), Místo zločinu Plzeň (2015) a Sex o'Clock (2023) nebo ve filmu Brutální vedro.

## Další aktivity
Angažuje se také v akciové společnosti BONET industries (v letech 2008 až 2015 jako členka představenstva a od roku 2015 jako členka správní rady). Od roku 2015 je rovněž jednatelkou firmy SYSTEM P.Z. a od roku 2018 členkou dozorčí rady obecně prospěšné společnosti Ruce pro pomoc.